# Raksila
Raksila (en finnois : Raksilan kaupunginosa) est  un  quartier du district central de la ville d'Oulu en Finlande.

## Description
Le quartier compte 1 699 habitants (31.12.2018).
La partie occidentale de Raksila est principalement une zone résidentielle avec quelques immeubles de grande hauteur et quelques pâtés de maisons en bois plus anciennes. 
La partie orientale compte le centre sportif de Raksila avec la patinoire d'Oulu, la piscine d'Oulu, l'Ouluhalli, le stade de Pesäpallo et d'autres installations sportives. 
Les appartements d'étudiants Välkkylä ont été construits à Raksila à partir de 1966.

## Galerie

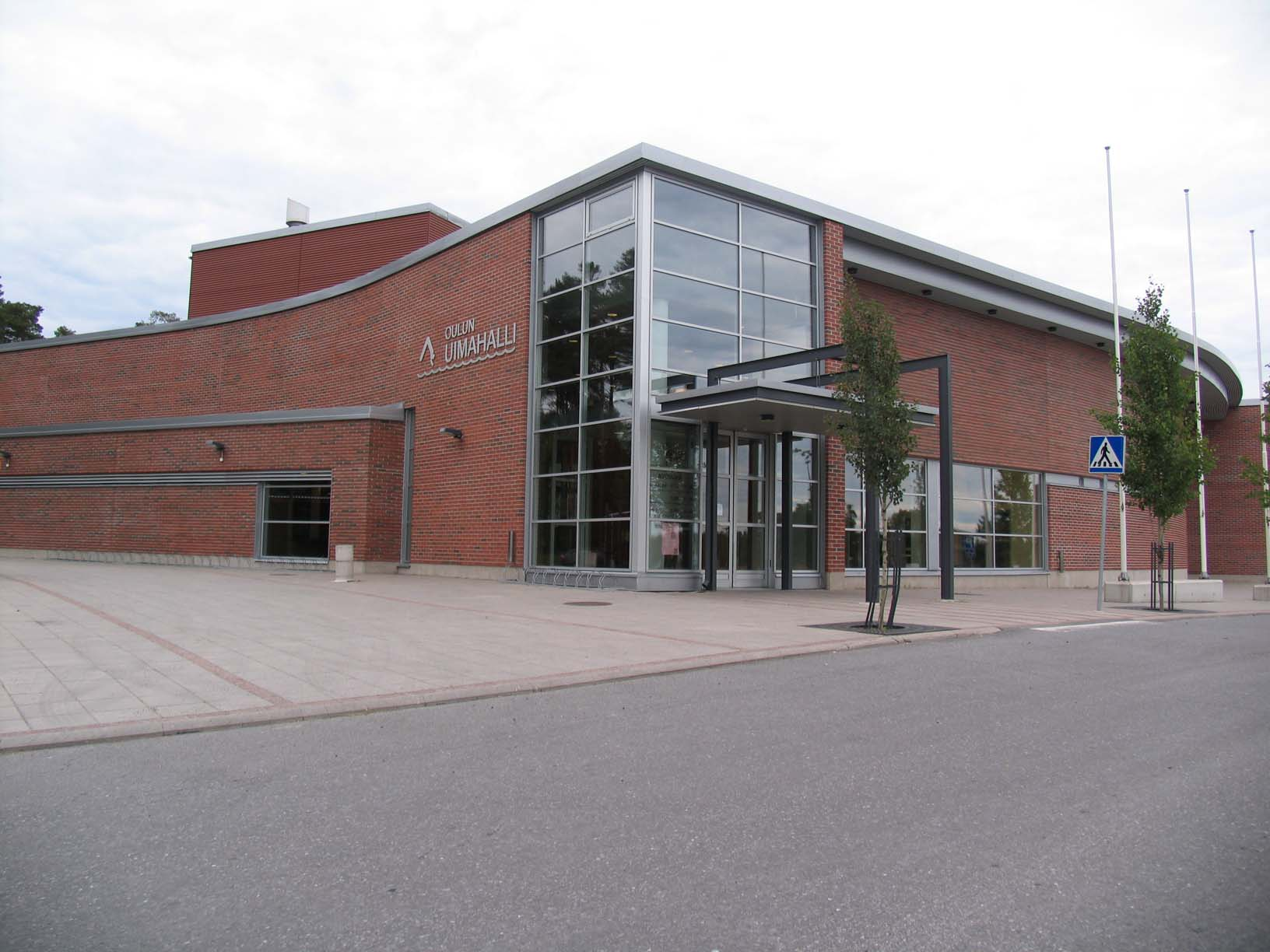
La piscine de Raksila.
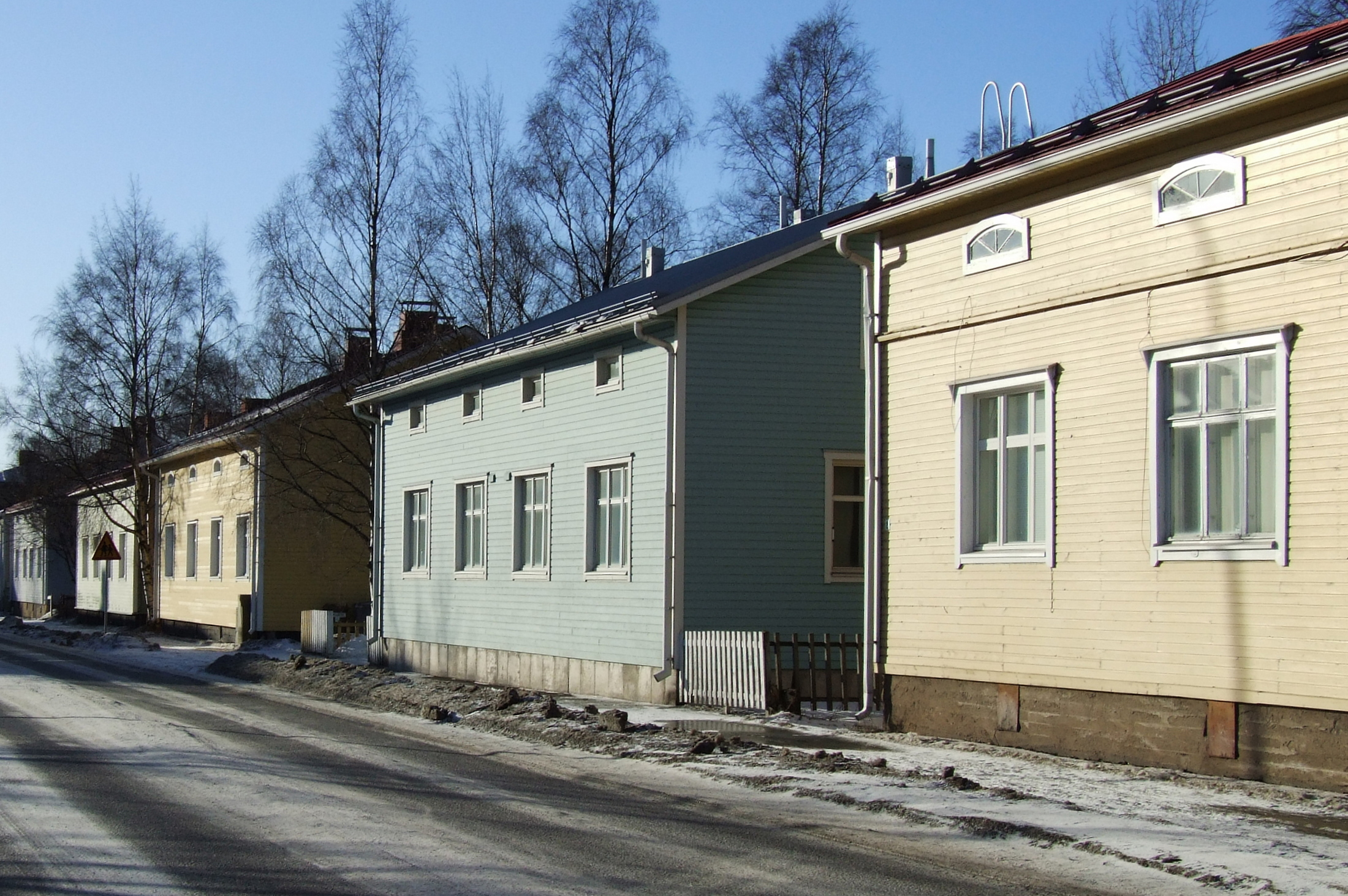
La rue Teuvo Pakkalan katu.
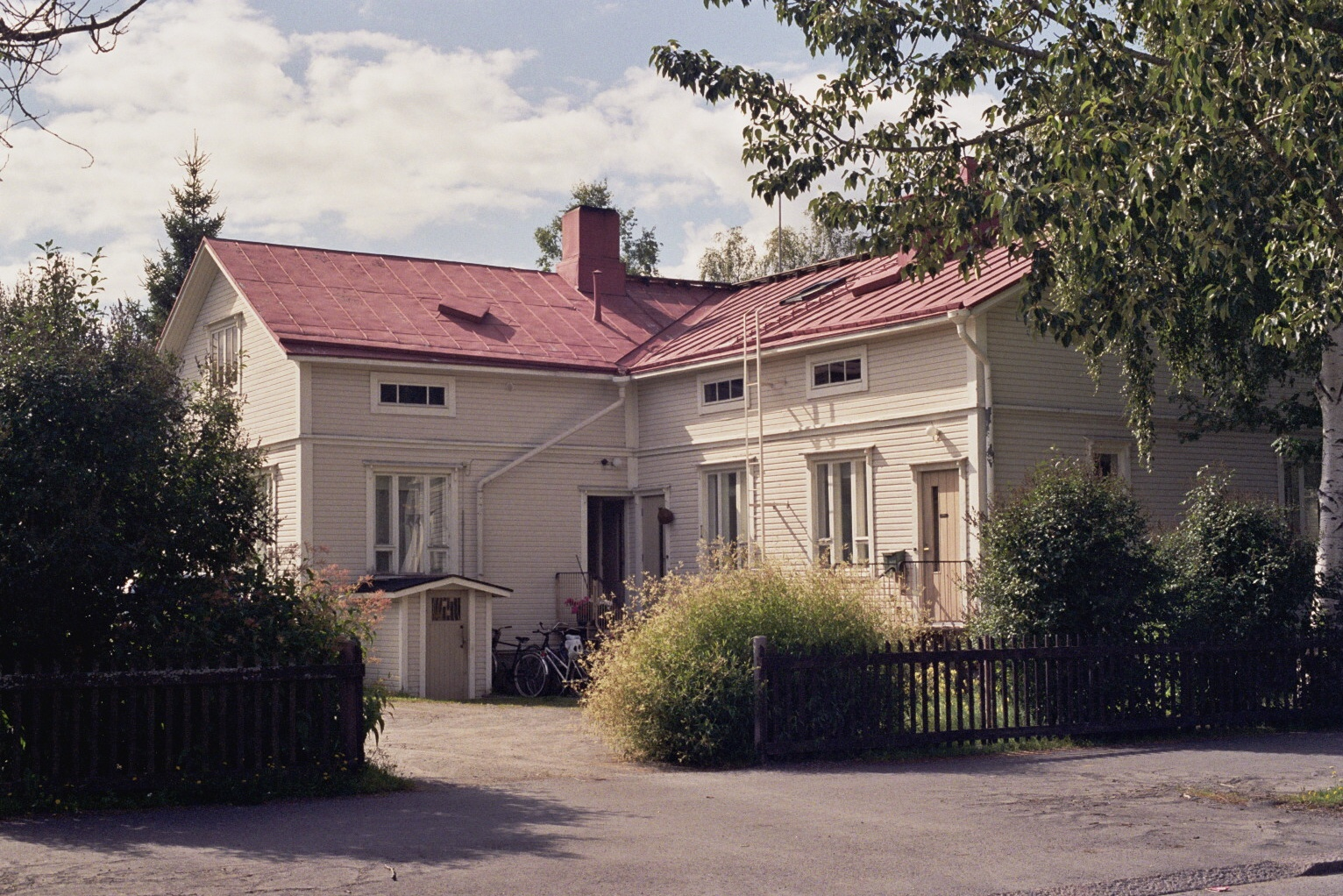
Le quartier de Puu-Raksilaa.
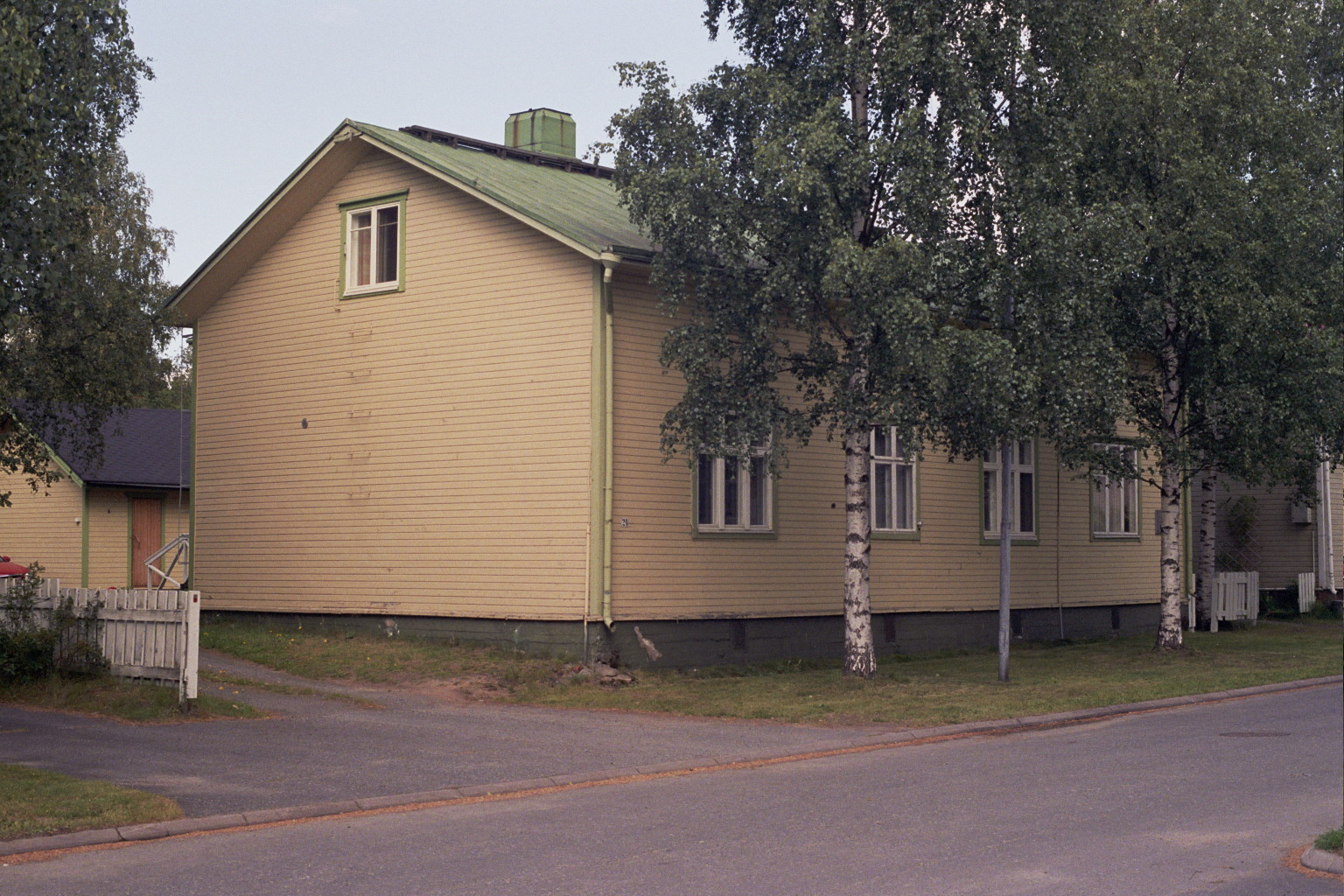
La maison de jeunesse de Paavo Rintala au 24, rue Karjakatu.

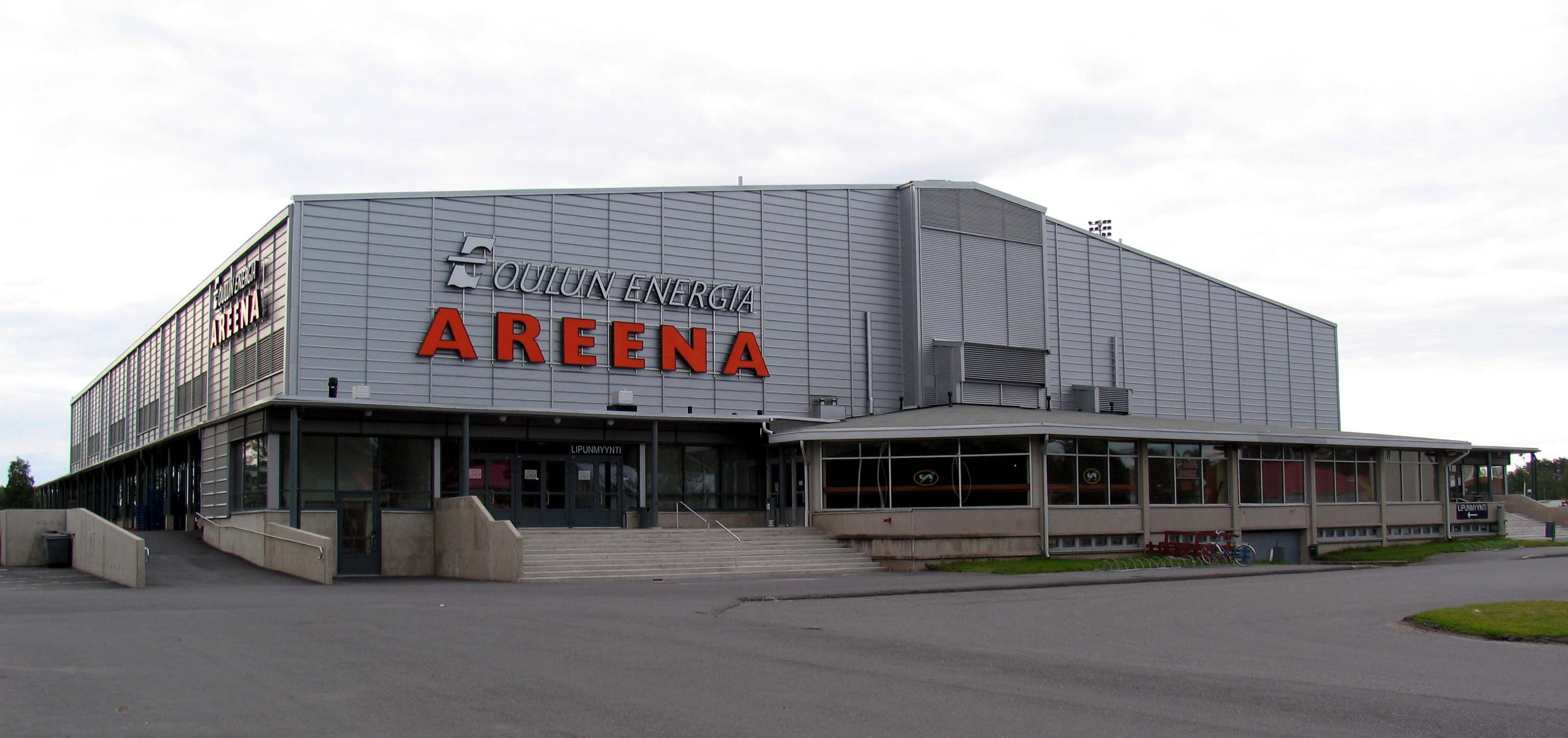
La patinoire.
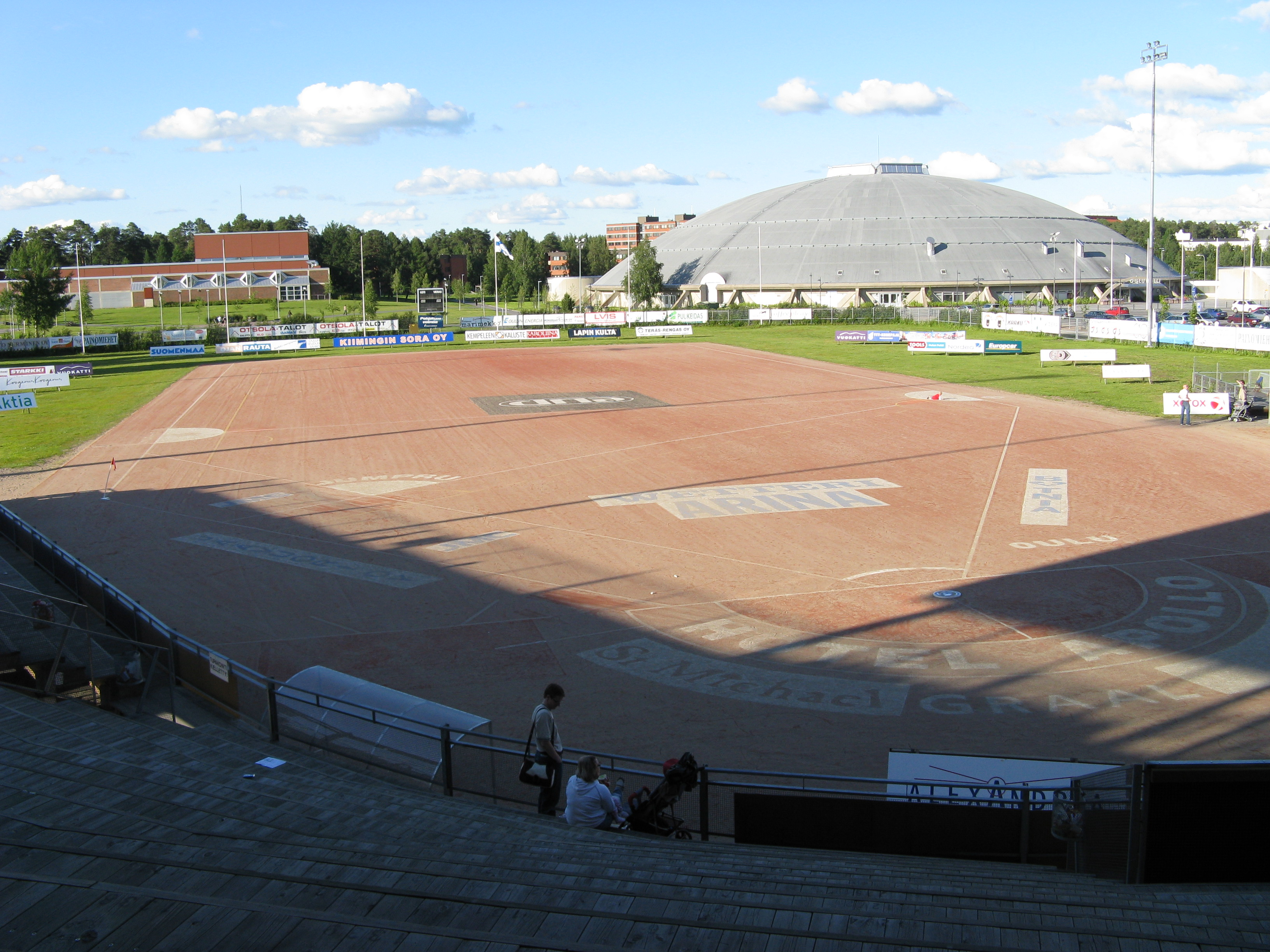
Le terrain de base ball.
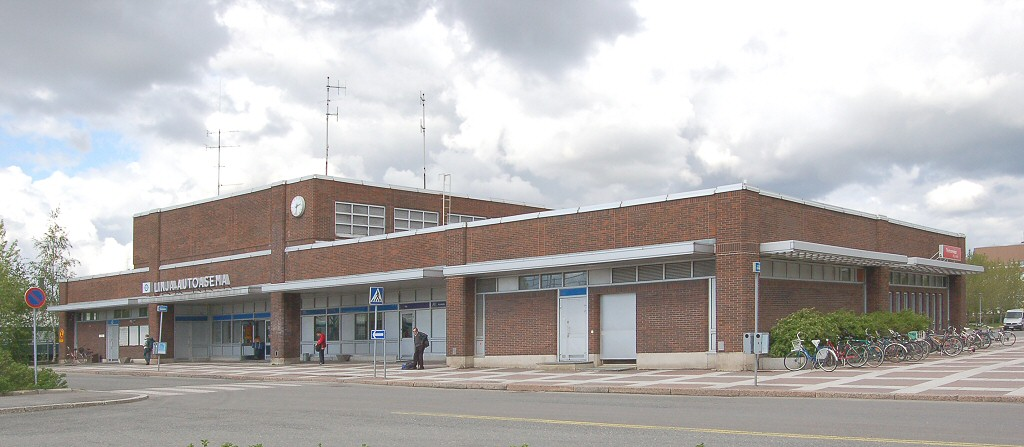
La gare routière.
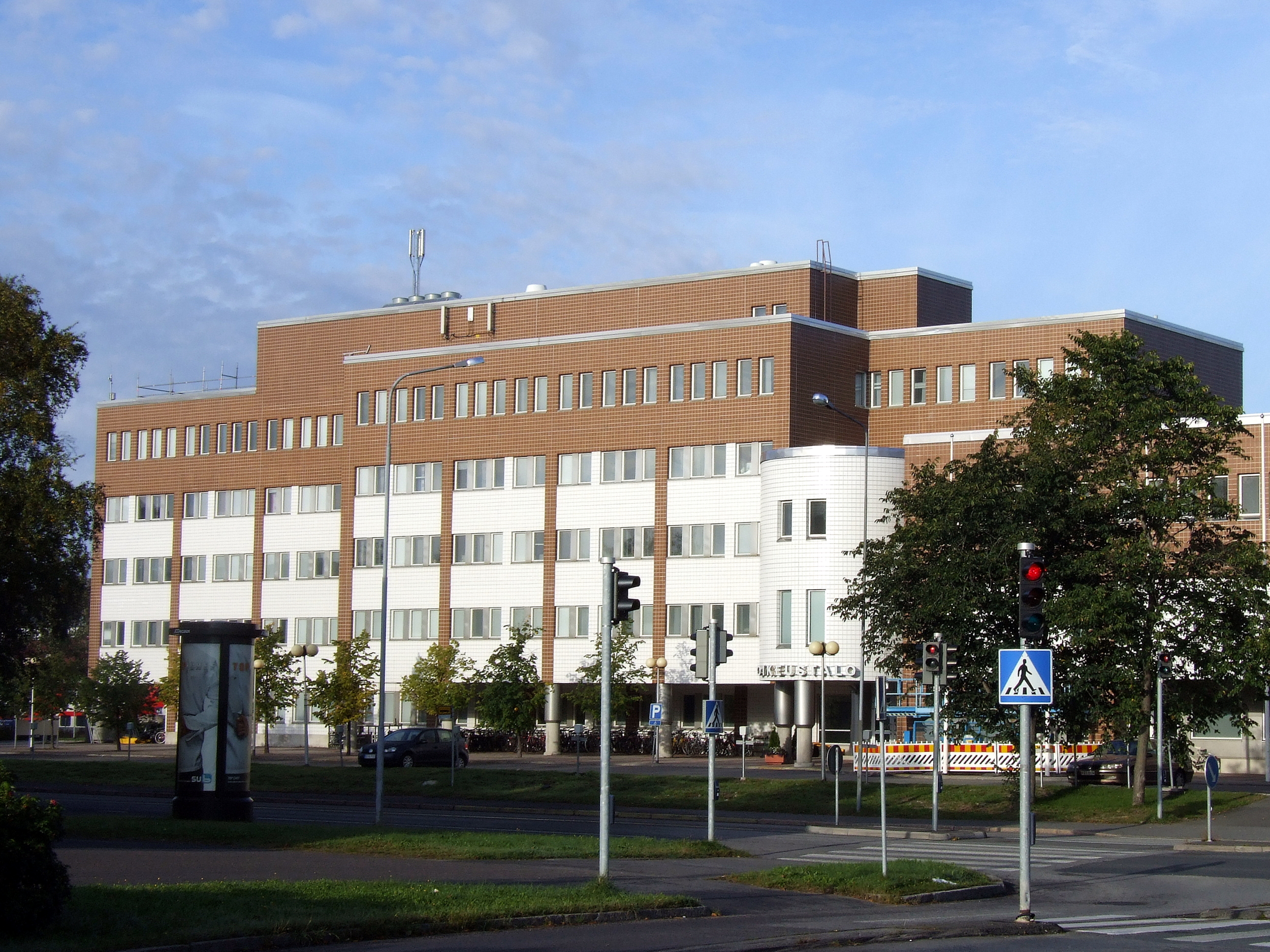
Palais de justice d'Oulu.